# Parlamento de las Antillas Neerlandesas
El Parlamento de las Antillas Neerlandesas (en neerlandés: Staten van de Nederlandse Antillen), también traducido como los Estados Generales de las Antillas Neerlandesas fue el órgano legislativo de dicho país. Estaba compuesto por 22 miembros, los cuales eran elegidos por un mandato de cuatro años en tres distritos electorales de varios escaños y dos distritos electorales de un solo escaño. El 10 de octubre de 2010 se disolvieron las antillas neerlandesas, y con esto, su parlamento.

## Historia
El 20 de diciembre de 1937 se llevó a cabo la primera elección luego de la reorganización del Consejo Colonial de Curaçao y Dependencias. El primer Parlamento estuvo integrado por 15 miembros, de los cuales 5 fueron designados por el Gobernador y 10 elegidos mediante elecciones celebradas en los territorios. A partir de 1949 se introdujo el sufragio universal y el parlamento creció de 15 a 21 escaños. A partir de 1950, el Parlamento constaba de 22 escaños, elegidos por representación proporcional por un período de 4 años.

## Escaños
| Distrito electoral  | Distrito electoral  | Años      | Años      | Años      | Años      | Años      |
| Distrito electoral  | Distrito electoral  | 1938-1945 | 1945-1949 | 1949-1950 | 1950-1985 | 1986-2010 |
| ------------------- | ------------------- | --------- | --------- | --------- | --------- | --------- |
| Aruba               | Aruba               | 2         | 3         | 8         | 8         | –         |
| Bonaire             | Bonaire             | 1         | 1         | 2         | 1         | 3         |
| Curazao             | Curazao             | 6         | 5         | 8         | 12        | 14        |
| Islas de Barlovento | Islas de Barlovento | 1         | 1         | –         | 1         | –         |
|                     | Saba                | –         | –         | 1         | –         | 3         |
| San Eustaquio       | –                   | –         | 1         | –         | 1         |           |
| San Martín          | –                   | –         | 1         | –         | 1         |           |
| Miembros designados | Miembros designados | 5         | 5         | –         | –         | –         |
| Total               | Total               | 15        | 15        | 21        | 22        | 22        |

## Lista de presidentes
Después de las elecciones generales de 1937, los miembros del Parlamento eligieron a JH Sprockel como su primer Presidente. 
La última persona en ocupar el cargo fue Pedro Atacho (2007-2010).
| Número | Nombre             | Término   | Partido | Distrito |
| ------ | ------------------ | --------- | ------- | -------- |
| 1      | J.H. Sprockel      | 1938-1945 | CKP     | Curazao  |
| 2      | A.W. Desertine     | 1945-1947 | CKP     | Curazao  |
| 3      | E.A. Romer         | 1947-1949 | CKP     | Curazao  |
| 4      | J.E. Yrausquin     | 1949-1950 | PPA     | Aruba    |
| 5      | W.R. Plantz        | 1950-1951 | −       | −        |
| 6      | J.C. Debrol        | 1951-1952 | KVP     | Curazao  |
| 7      | P.C. Henríquez     | 1952-1953 | NVP     | Curazao  |
| 8      | J.E. Yrausquin     | 1954-1956 | PPA     | Aruba    |
| 9      | R.J. Isa           | 1956-1959 | DP      | Curazao  |
| 10     | J.A.O. Bikker      | 1959-1966 | DP      | Curazao  |
| 11     | O.R.A. Beaujon     | 1966-1968 | DP      | Curazao  |
| 12     | L.A. Abraham       | 1968-1969 | PDB     | Bonaire  |
| 13     | C.E. Cathalina     | 1969-1971 | DP      | Curazao  |
| 14     | F.L. Maduro        | 1971-1973 | PRO     | Aruba    |
| 15     | R. ElHage          | 1973-1975 | PSD     | Curazao  |
| 16     | F.D. Figaroa       | 1975-1976 | MEP     | Aruba    |
| 17     | A. Nita            | 1976-1977 | FOL     | Curazao  |
| 18     | J.A.O. Bikker      | 1977-1979 | DP      | Curazao  |
| 19     | F.D. Figaroa       | 1979      | MEP     | Aruba    |
| 20     | G.F. Croes         | 1979-1980 | MEP     | Aruba    |
| 21     | P. Bislip          | 1980-1982 | ADN     | Aruba    |
| 22     | R.A.E. Markes      | 1982      | MAN     | Example  |
| 23     | R. López Henríquez | 1983      | AVP     | Aruba    |
| 24     | R.A.E. Markes      | 1984-1985 | MAN     | Curazao  |
| 25     | J.A.O. Bikker      | 1986-1988 | DP      | Curazao  |
| 26     | E.A.V. Jesrun      | 1988      | NVP     | Curazao  |
| 27     | H. Thomas          | 1988-1990 | NVP     | Curazao  |
| 28     | R.F. McWilliam     | 1990-1993 | NVP     | Curazao  |
| 29     | D.A.S. Lucia       | 1993-1994 | FOL     | Curazao  |
| 30     | L.A. George-Wout   | 1994-1998 | PAR     | Curazao  |
| 31     | E.A. Cova          | 1998-1999 | PLKP    | Curazao  |
| 32     | D.A.S. Lucia       | 2001-2005 | FOL     | Curazao  |
| 33     | D.E. Puriel        | 2006      | MAN     | Curazao  |
| 34     | R.J. Francisca     | 2006-2007 | MAN     | Curazao  |
| 35     | P.J. Atacho        | 2007-2010 | PAR     | Curazao  |